# Ivalo
Ivalo (inari Avveel, północnolap. Avvil, skolt Âˊvvel) – wieś w Finlandii, w Laponii, w gminie Inari, nad rzeką Ivalojoki, 20 km na południe od jeziora Inari.
Powierzchnia Ivalo to 10,9 km². Według danych z 2015 roku liczba ludności wyniosła 3062, a gęstość zaludnienia 281,3 os./km². W obrębie miejscowości znajduje się port lotniczy Ivalo, będący najbardziej na północ wysuniętym portem lotniczym w Finlandii. 